# Pistols at Dawn
Pistols at Dawn is het tweede en laatste studioalbum van de Engelse punkband Consumed. Het werd eerst op 29 oktober 2002 via het kleine label Golf Records uitgegeven en later in 2003 ook door het grotere punklabel BYO Records. Het is het eerste en enige uitgave van de band dat niet via Fat Wreck Chords is uitgegeven. Kort na de uitgave van het album viel de band uit elkaar.

## Nummers
1. "Not Today" - 2:56
2. "Ready to Strike" - 3:25
3. "Gutbuster" - 2:20
4. "Take it on the Chin" - 2:11
5. "Home Again" - 2:38
6. "Glory Hole" - 3:44
7. "Same Way Twice" - 2:47
8. "Gentle Persuasion" - 2:09
9. "Odd Man Out" - 3:00
10. "Out On Your Own" - 2:50
11. "Hello Sailor" - 2:40
12. "A.O.T." - 3:53
13. ongetiteld - 3:15

## Band
- Steve Ford - gitaar, zang
- Will Burchell - gitaar
- Wes Wasley - basgitaar, zang
- Chris Billam - drums